# Slanický ostrov
Slanický ostrov – niewielka wyspa na Jeziorze Orawskim na Słowacji.
Wyspa powstała w 1954 r. po zalaniu wodą zbiornika zaporowego na Orawie. Stanowi ona szczyt wzniesienia, należącego wcześniej do wsi Słanica (słow. Slanica), zalanej wodami jeziora. Porośnięta jest drzewami i krzewami, nadającymi terenowi charakter parku. Wznosi się na niej kościół pw. Podwyższenia Świętego Krzyża, zbudowany w latach 1766–1769, pierwotnie jako niewielka, barokowa kaplica. W 1843 r. kaplica została rozbudowana na klasycystyczny kościół z dwiema wieżami od frontu i dobudowaną kaplicą. Barokowe wyposażenie kościoła pozostaje w depozycie Galerii Orawskiej, która urządziła w kościele stałą ekspozycję orawskiej sztuki ludowej (rzeźba i malarstwo) – stąd stosowana czasami nazwa Ostrov umenia (pol. Wyspa Sztuki). W kolekcji znajdują się dzieła pochodzące ze zbiorów malarki Matildy Čechovej i Galerii Orawskiej. W sezonie letnim w kościele odbywają się koncerty w ramach „Orawskiego Lata Muzycznego”.
Na zewnątrz kościoła znajduje się ekspozycja ludowego kamieniarstwa orawskiego. W niedalekiej kaplicy grobowej rodziny Klinovskich można obejrzeć niewielką wystawę przypominająca dzieje wsi zatopionych wodami jeziora.
Obok kościoła pomnik z brązową rzeźbą przedstawiającą Antona Bernoláka – językoznawcę, pierwszego kodyfikatora języka słowackiego, pochodzącego ze Słanicy.
Od 1973 r. cała wyspa wraz ze wszystkimi istniejącymi na niej obiektami posiada status pomnika przyrody.
Na wyspę można się dostać statkiem, pływającym w sezonie letnim z przystani Slanická Osada na południowo-zachodnim brzegu jeziora.